# Aischrocrania jucunda
Aischrocrania jucunda är en tvåvingeart som beskrevs av Ito 1972. Aischrocrania jucunda ingår i släktet Aischrocrania och familjen borrflugor. Inga underarter finns listade i Catalogue of Life.